# Transição laminar-turbulenta

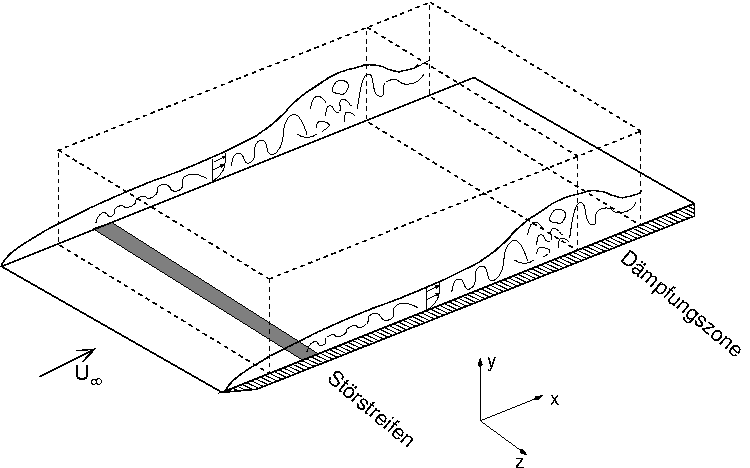
Ilustração básica de como funciona o processo de transição laminar-turbulenta.

O processo pelo qual um fluxo laminar tornar-se turbulento é conhecido como transição laminar-turbulenta. Este é um processo extremamente complexo que na atualidade ainda não é completamente compreendido. No entanto, com o resultado de décadas de intensa investigação, certas características tornaram-se gradualmente claras, e sabe-se que o processo prossegue através de uma série de etapas.
Enquanto que o processo é aplicável a qualquer fluxo de fluido, é mais frequentemente usado no contexto de camadas limites, devido à sua ubiquidade em fluxos de fluidos reais e à sua importância em muitos processos fluido-dinâmicos.